# Радбод
Радбод (з.-фриз. Redbad; умер в 719) — король фризов в 679—719 годах.

## Биография
Радбод, вероятно, получил власть над Фризией в 679 году, став преемником короля Альдгисла. Его правление прошло в борьбе с франками, желавшими захватить фризские земли.
Между 689 и 695 годами франки под командованием Пипина Геристальского совершали успешные походы в Королевство фризов. Благодаря победе в сражении при Дорестаде к Франкскому государству снова были присоединены Дорестад и Утрехт, захваченные фризами после смерти короля Дагоберта I.
Святой Вульфрам предложил Радбоду крещение, от которого фризский король отказался.
В 711 году Радбод выдал свою единственную дочь Теодезинду замуж за Гримоальда Младшего, сына Пипина Геристальского.
В 715 году Радбод как союзник Рагенфреда принял участие в междоусобной войне во Франкском государстве. Сначала он вновь захватил у врагов Рагенфреда — Плектруды и Теодоальда — Маастрихт и Дорестад, а затем в сражении при Кёльне нанёс поражение войскам майордома Австразии Карла Мартелла. Однако в том же году соединённое войско Радбода и Рагенфреда было разбито австразийцами в сражении на реке Амблев.
Позже франки под командованием Карла Мартелла снова оттеснили фризов обратно в их земли, разбив их в ещё одном сражении. Эти сведения являются последним упоминанием о Радбоде, смерть которого «Анналы Петау» датируют 719 годом.
Во фризских преданиях сыновьями Радбода называются Поппо и Альдгисл II, однако достоверность этих свидетельств, вероятно, невелика. Точно известно только то, что следующим упоминавшимся в исторических источниках правителем фризов был Поппо, возможно, близкий родственник Радбода.

## В массовой культуре
- Король фризов Радбод является одним из героев исторического романа Бритты Ферхаген «Остров священных лебедей».
- О короле Радбоде повествует песня голландской группы «Heidevolk» — «Koning Radboud»
- «Радбод»[англ.] (Redbad) — историческая драма режиссёра Роэля Рейна[англ.] (Нидерланды, 2018); в роли Радбода — Гийс Нейбр[англ.].